# Tinchebray-Bocage
Tinchebray-Bocage é uma comuna francesa na região administrativa da Normandia, no departamento de Orne. Estende-se por uma área de 99.88 km². Em 2010 a comuna tinha 4 990 habitantes (densidade: 50 hab./km²).
Foi criada em 1 de janeiro de 2015, a partir da fusão das antigas comunas de Beauchêne, Frênes, Larchamp, Saint-Cornier-des-Landes, Saint-Jean-des-Bois, Tinchebray e Yvrandes.